# Bauhinia amambayensis
Bauhinia amambayensis är en ärtväxtart som beskrevs av Renée Hersilia Fortunato. Bauhinia amambayensis ingår i släktet Bauhinia och familjen ärtväxter. Inga underarter finns listade i Catalogue of Life.